# Nachwort
Als Nachwort, Nachrede, Schlussrede, Schlusswort oder auch Epilog (griech. επίλογος epílogos, mit epi- ‚danach, nachgestellt‘ und logos ‚das Wort‘) bezeichnet man Schlussbemerkungen am Ende eines literarischen oder rhetorischen Werkes. Der Epilog kann auch am Ende eines einzelnen Kapitels stehen. 
Wie das Vorwort (Prolog) dient das Nachwort im Sinne des Geleitwortes bei einem Vortrag oder einem Buch als Verständnishilfe, Interpretation, Darlegung der Intention oder als Widmung. Die Schlussworte sind besonders bei dramatischen Werken gebräuchlich und sollen meist Gedanken des Dichters ausdrücken oder Fragen beantworten, die im Buch oder im Theaterstück offengeblieben sind, oder geben „die Moral von der Geschichte“. 
In einem anderen Sinn gebraucht man den Begriff des Epilogs, wenn man darunter die versifizierte Rede versteht, welche, nicht durch das Stück selbst, sondern durch irgendeine äußere Ursache veranlasst, nach Beendigung eines Theaterstücks an das Publikum gerichtet wird, also als Extempore. In diesem Sinne nannte Goethe sein Gedicht zur Ehrung seines verstorbenen Freundes Schiller einen Epilog zu Schillers Glocke.
Abzugrenzen ist der Epilog als Nachwort vom Nachspiel als literarische Form im Drama, das ein zusammenhanglos beigefügtes erbauliches Kleinwerk ist und ursprünglich dem Zeitvertreib zum Verlassen des Theaters nach Ende des Schauspiels dient.
Dem Epilog sinngemäß ähnlich ist der Abspann bei Filmwerken.